# Caverna de Nerja

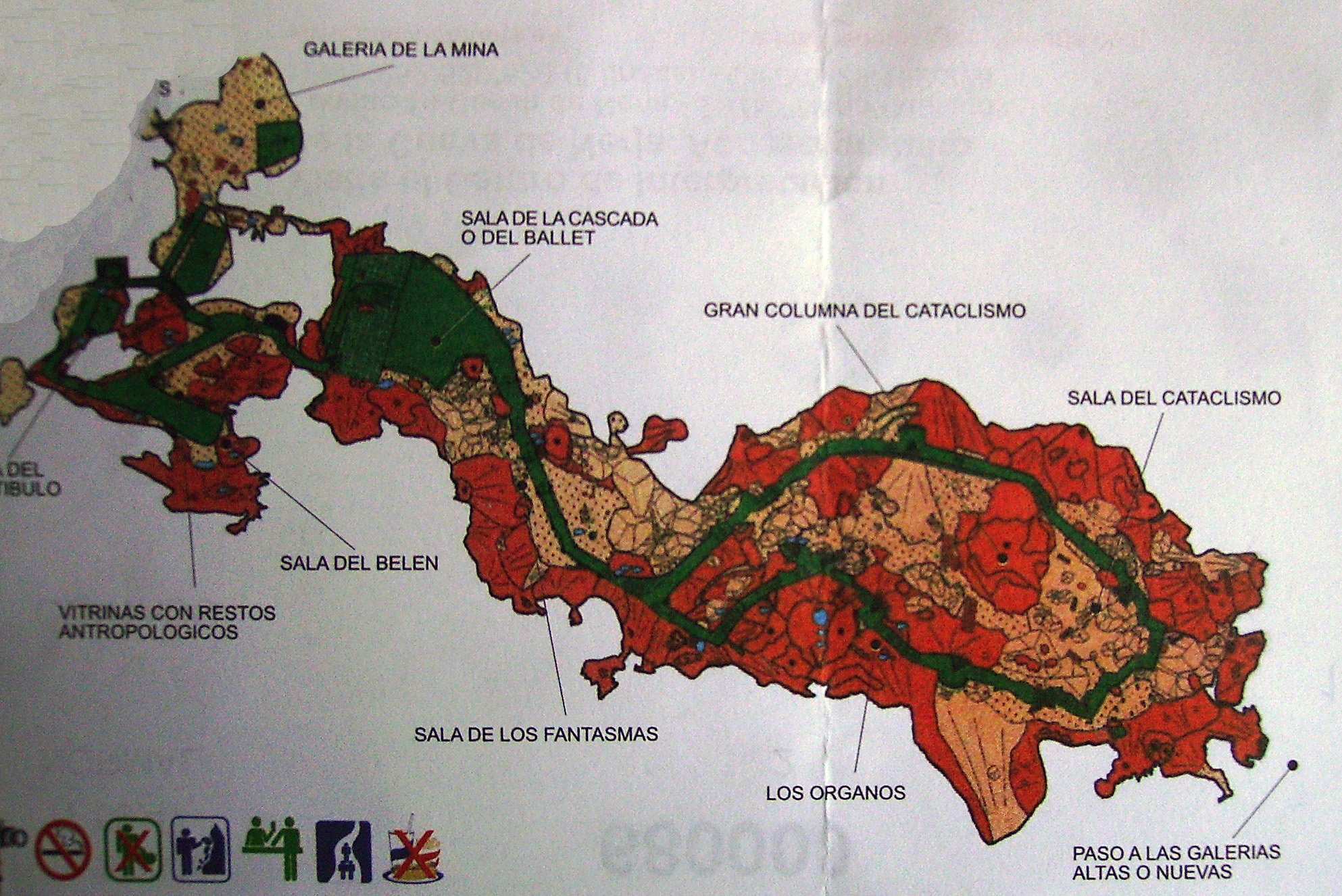
Mapa da Caverna de Nerja

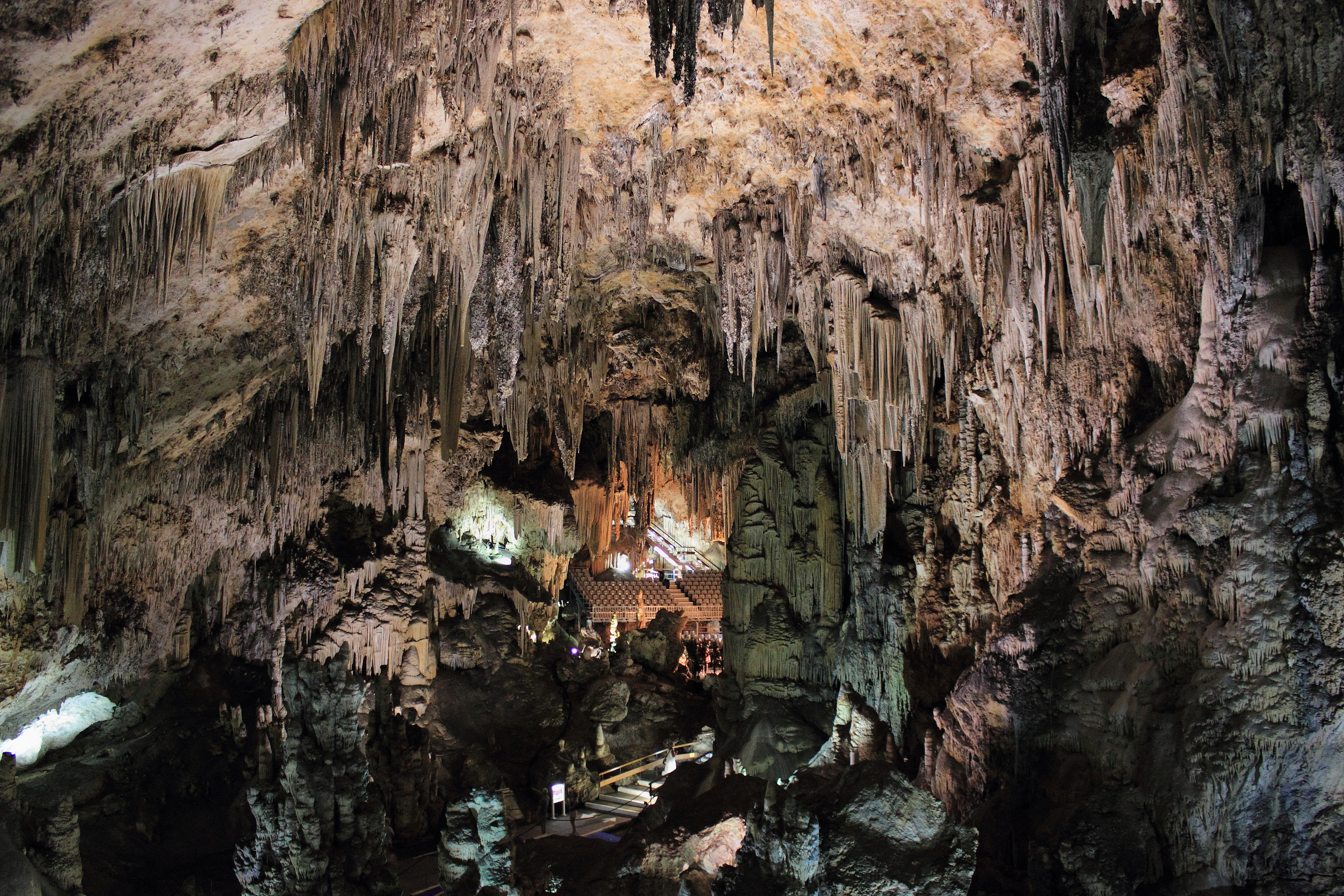
Interior da caverna

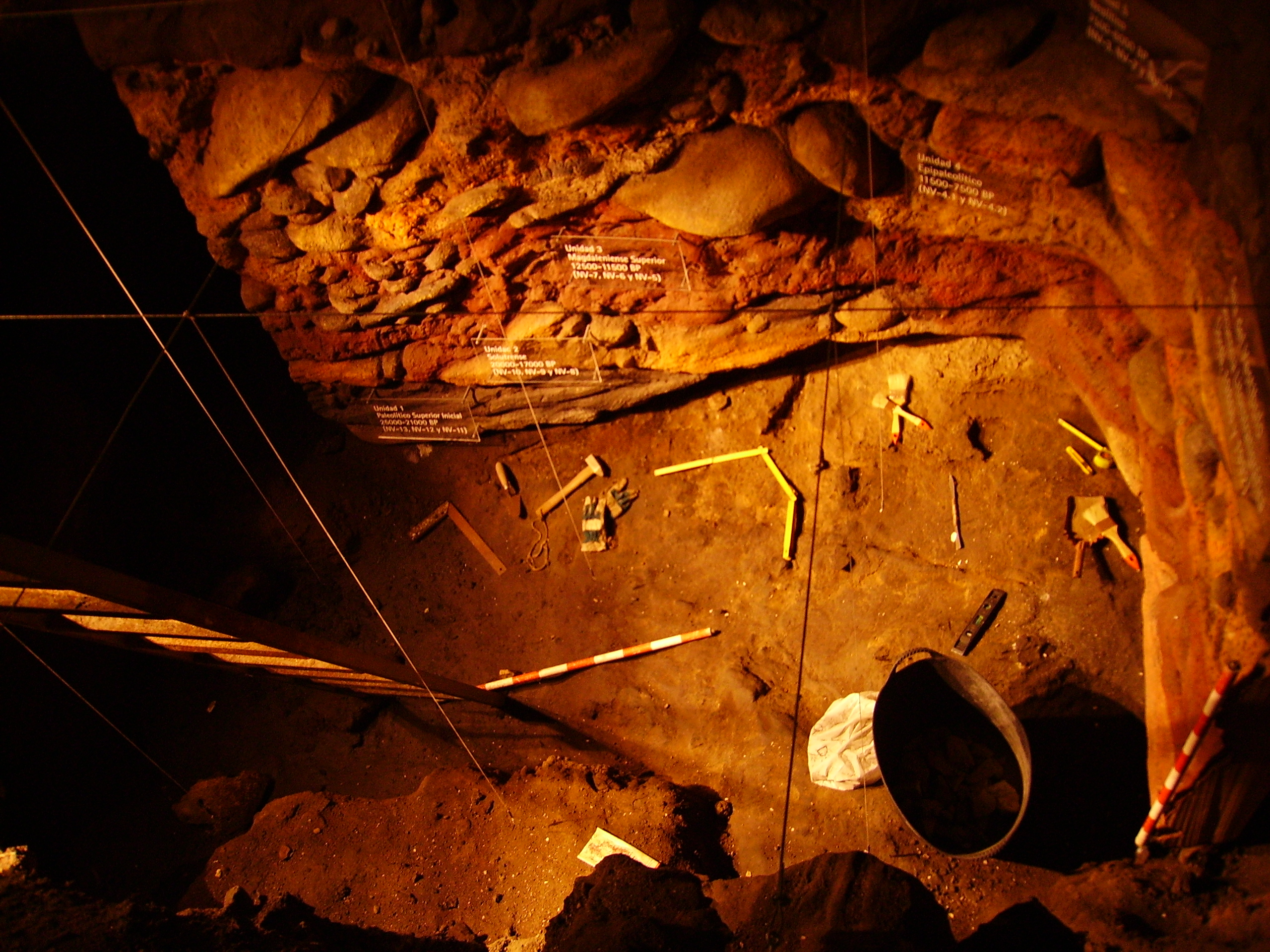
Sítio de escavação

A caverna de Nerja é uma caverna situada na povoação de Maro, município de Nerja, na província de Málaga (Espanha) e descoberta a 12 de janeiro de 1959.
Os seus descobridores foram Francisco Navas Montesinos, Miguel Muñoz Zorrilla, Manuel Muñoz Zorrilla, José Luis Barbero de Miguel e José Torres Cárdenas.
A sua superfície total é de 35 484 m² e o seu volume é de 64 379 m³
É constituída por três zonas principais:
- As galerias turísticas (superfície 9.371 m², volume 106.286 m³)
  - Sala dos fantasmas
  - Sala do Belém
  - Sala das cascadas
- As galerias altas
  - Sala das colunas de Hércules
  - Sala da imensidade
- As galerias novas (descobertas recentemente)
  - Sala da lança
  - Sala da montanha

As galerias altas e as novas contêm a maioria das pinturas rupestres desta caverna.